# Акутин, Алексей Никитич
Алексе́й Ники́тич Аку́тин (1782—1840) — русский архитектор.

## Биография
Сын штаб-офицера. В 1802 году окончил Императорскую Академию художеств, получил 2 серебряные медали, выпущен со званием художника по архитектуре с правом на чин XIV класса. Определён состоять при Кабинете Его Величества. В 1803 году построил маяк в Ревельском порте. В 1805 году построил госпиталь в Ораниенбауме. Был определён архитектором в Ревель, где занимался строительством портовых сооружений. В июне 1811 года переведён в Кронштадтский строительный комитет, служа в котором участвовал в сооружении множества построек. В 1830 году заведовал чертёжной морской строительной частью, а затем, перейдя в ведомство Департамента военных поселений, строил в Санкт-Петербурге казармы и госпитали. Построил здание сухопутного госпиталя у Смольного, а также здание при казармах лейб-гвардии Преображенского полка.

## Проекты и постройки
- Маяк. Ревель (1803);
- Госпиталь. Ораниенбаум (1805);
- Андреевский собор в Кронштадте (1811—1817, не сохранился);
- Церковь Александра Невского при Николаевском Морском госпитале в Кронштадте (1837—1840).